# Calzificio NO.E.MI.
Il Calzificio Ing. Nodari & Eoli (NO.E.MI.) di Castel Goffredo, in provincia di Mantova è stata un'industria tessile italiana attiva fra il 1925 ed il 1974. Fu "la culla della cultura tecnico-imprenditoriale di Castel Goffredo".

## Storia
Fu fondato a Castel Goffredo alla fine del 1925 dai fratelli Delfino ed Oreste Eoli e dall'ingegnere Achille Nodari e fu il primo calzificio a produrre calze da donna in cotone su telai tipo "Cotton". La giunta municipale di Castel Goffredo prese atto delle decisioni aziendali con delibera di giunta datata 28 gennaio 1929, N. 7.
La produzione, esportata anche all'estero, ebbe inizio nel 1926 con due telai Hylsher a cui se ne aggiunsero altri due nel 1928, arrivando ad occupare 50 dipendenti, provenienti in parte anche dalla Germania.
Nel 1932 iniziò anche la produzione di calze e di camicie in seta. Nel 1945 il calzificio raggiunse i mille dipendenti.
Nei primi anni cinquanta iniziò il lento declino a causa del mancato aggiornamento dei macchinari oramai obsoleti e della migrazione di tecnici verso altre aziende, che iniziarono ad operare numerose nella zona. L'attività cessò nel 1974, ma segnò lo sviluppo del distretto della calzetteria.
Calzificio NO.E.MI. è un'azienda storica, che ha dato il via ad una miriade di piccole aziende a carattere prettamente locale che nel 1990 producevano e vendevano un miliardo di collant nel mondo.